# Бельский, Ефим Иванович
Ефим Ива́нович Бе́льский (1730—1778) — русский живописец и иконописец, представитель художественной династии Бельских.

## Биография
Ефим Бельский родился в 1730 году; предположительно в Москве. Вместе с братьями Алексеем и Иваном был зачислен с середины 1740-х годов в Канцелярию от строений, где учился у Джироламо Бона, И. Я. Вишнякова и других именитых художников того времени.
Вместе с братом Алексеем, начиная с 1752 года, Ефим Иванович Бельский создавал сценические декорации к спектаклям императорских театров, а также выполнял работы по декорированию императорских резиденций, писал плафоны и иконы для Большой церкви Зимнего дворца в Санкт-Петербурге (1761).
Ефим Иванович Бельский скончался 26 ноября (7 декабря) 1778 года (в персоналиях «Брокгауза — Ефрона» и «Русского биографического словаря» датой смерти названо 28 ноября по старому стилю).